# Austin-Healey Sprite
El Austin-Healey Sprite era un pequeño automóvil deportivo roadster que se produjo en el Reino Unido entre 1958 y 1971. La British Motor Corporation lo presentó a la prensa en Montecarlo el 20 de mayo de 1958, dos días después del Gran Premio de Mónaco de aquel año. Se pretendía que fuera un modelo de bajo coste que "cualquiera podría guardar en el cobertizo de su bicicleta", pero sería el sucesor de las versiones deportivas del Austin Seven de antes de la guerra. El Sprite fue diseñado por la Donald Healey Motor Company, y la producción se llevó a cabo en la fábrica de MG en Abingdon. Primero salió a la venta a un precio de 669 libras, utilizando una versión ajustada del motor Austin A-Series y numerosos componentes de modelos existentes para mantener los costes bajos.
Cuando el Mk. II Sprite se introdujo en 1961, se añadió una versión con emblemas de MG, denominada Midget, con la que se revivió un nombre utilizado por MG desde finales de la década de 1920 hasta mediados de la de 1950. Los entusiastas a menudo se refieren a estos Sprite y Midget posteriores colectivamente como "Spridget". La versión del automóvil con los emblemas de MG continuó en producción durante varios años después de que la marca Austin-Healey dejó de existir.

## Mark I
Rápidamente, el Sprite se hizo conocido cariñosamente como el "frogeye" (ojos de rana) en el Reino Unido y como "bugeye" (ojos de insecto) en los EE. UU., debido a que sus faros estaban montados de manera prominente en la parte superior del capó, dentro de las aletas delanteras. Los diseñadores del automóvil tenían la intención de que los faros se pudieran retraer, con las lentes mirando hacia el cielo cuando no estaban activadas; muchos años después se usó una disposición similar en el Porsche 928. Pero la reducción de costos de BMC llevó a la eliminación del mecanismo abatible, y por lo tanto, los faros simplemente se fijaron en una posición vertical permanente, lo que le dio al automóvil su característica más distintiva, y un particular atractivo como resultado de su adorable apariencia tan apreciada por muchos conductores. La carrocería fue diseñada por Gerry Coker, con modificaciones posteriores de Les Ireland después de que Coker emigrara a los EE. UU. en 1957. El estilo distintivo del frontal del automóvil se parecía mucho al del desaparecido Crosley Super Sport estadounidense de 1951. Se fabricaron 48.987 Sprite "frogeye".
El problema de proporcionar una estructura rígida a un automóvil deportivo descapotable fue resuelto por Barry Bilbie, diseñador de chasis de Healey, quien adaptó la idea proporcionada por el Jaguar D-Type, con los esfuerzos generados por la suspensión trasera repartidos a través de la chapa del suelo de la carrocería. El diseño de su chasis convirtió al Sprite en el primer automóvil deportivo de producción en serie del mundo en utilizar una construcción unitaria, donde los paneles de la carrocería de chapa (además del capó) absorbían gran parte de las tensiones estructurales. El espesor de acero de la estructura trasera especificado por Bilbie fue reducido por la Oficina de Diseño de Austin durante la construcción del prototipo. Sin embargo, durante las pruebas en la MIRA (Asociación de Investigación de la Industria del Motor) se produjo la deformación de la estructura trasera, y finalmente se reinstaló el diseño original. Las dos patas delanteras del chasis que se proyectan hacia adelante desde el compartimiento de pasajeros significan que el armazón no es un monocasco completo. El conjunto delantero de chapa metálica, incluido el capó y las alas, era una unidad de una sola pieza, con bisagras desde la parte trasera, que se abría hacia arriba para permitir el acceso al compartimiento del motor.
El motor OHV de 43 bhp, 948 cc (codificado 9CC) se derivó del de los modelos Austin A35 y Morris Minor 1000, también productos BMC, pero actualizado con un carburador SU mejorado. La dirección de piñón y cremallera se derivó del Morris Minor 1000 y del Austin A35 la suspensión delantera, que tenía una disposición de resorte helicoidal y horquilla, con el brazo del amortiguador de palanca Armstrong sirviendo como el enlace con la suspensión superior. El eje trasero estaba ubicado y sostenido por ballestas de un cuarto de elipse, nuevamente con amortiguadores de brazo de palanca y enlaces superiores. Las ruedas eran de 13", equipadas con neumáticos transversales 520X13 o mejoradas con neumáticos radiales 145HR13 Pirelli Cinturato. No había manijas exteriores en las puertas, y tampoco disponía de tapa del maletero, debido a la necesidad de conservar la mayor integridad estructural posible. El acceso a la rueda de repuesto y al compartimiento de equipaje se realizaba inclinando los respaldos de los asientos hacia adelante y metiendo la mano debajo de la plataforma trasera, un proceso comparado irónicamente con la espeleología por muchos propietarios, pero que se tradujo en un gran espacio disponible para guardar equipaje blando.
Motor:
- 1958-1961: 948 cc A-Series I4, 43 hp (32 kW) a 5200 rpm y 52 lbf · pie (71 Nm) a 3300 rpm

Un coche fue probado por la revista británica "The Motor" en 1958. Tenía una velocidad máxima de 82,9 mph (133,4 km/h) y podía acelerar de 0 a 60 mph (96,6 km/h) en 20,5 segundos. Se registró el consumo de combustible de 43 millas por galón imp (6,6 L/100 km; 35,8 mpgAm). El coche de la prueba costó 678 libras, incluidas 223 libras de impuestos.
El Departamento de Competición de BMC inscribió a los Austin Healey Sprite en las principales carreras y rallyes internacionales, y su primer gran éxito llegó cuando John Sprinzel y Willy Cave ganaron su clase en la Copa de los Alpes de 1958. En 1959, el Sprite se introdujo en el mercado estadounidense compitiendo y ganando su clase en la carrera de las 12 Horas de Sebring. Algunos pilotos privados también compitieron con mucho éxito en los Sprite. Debido a su asequibilidad y practicidad, el Austin Healey Sprite fue desarrollado hasta convertirlo en un formidable coche de carreras, con numerosas variantes diseñadas por John Sprinzel, Speedwell y WSM. Muchos propietarios han seguido utilizando sus Austin Healey Sprite en competición, incluso cincuenta años después de su introducción.

Austin-Healey Sprite Mk I
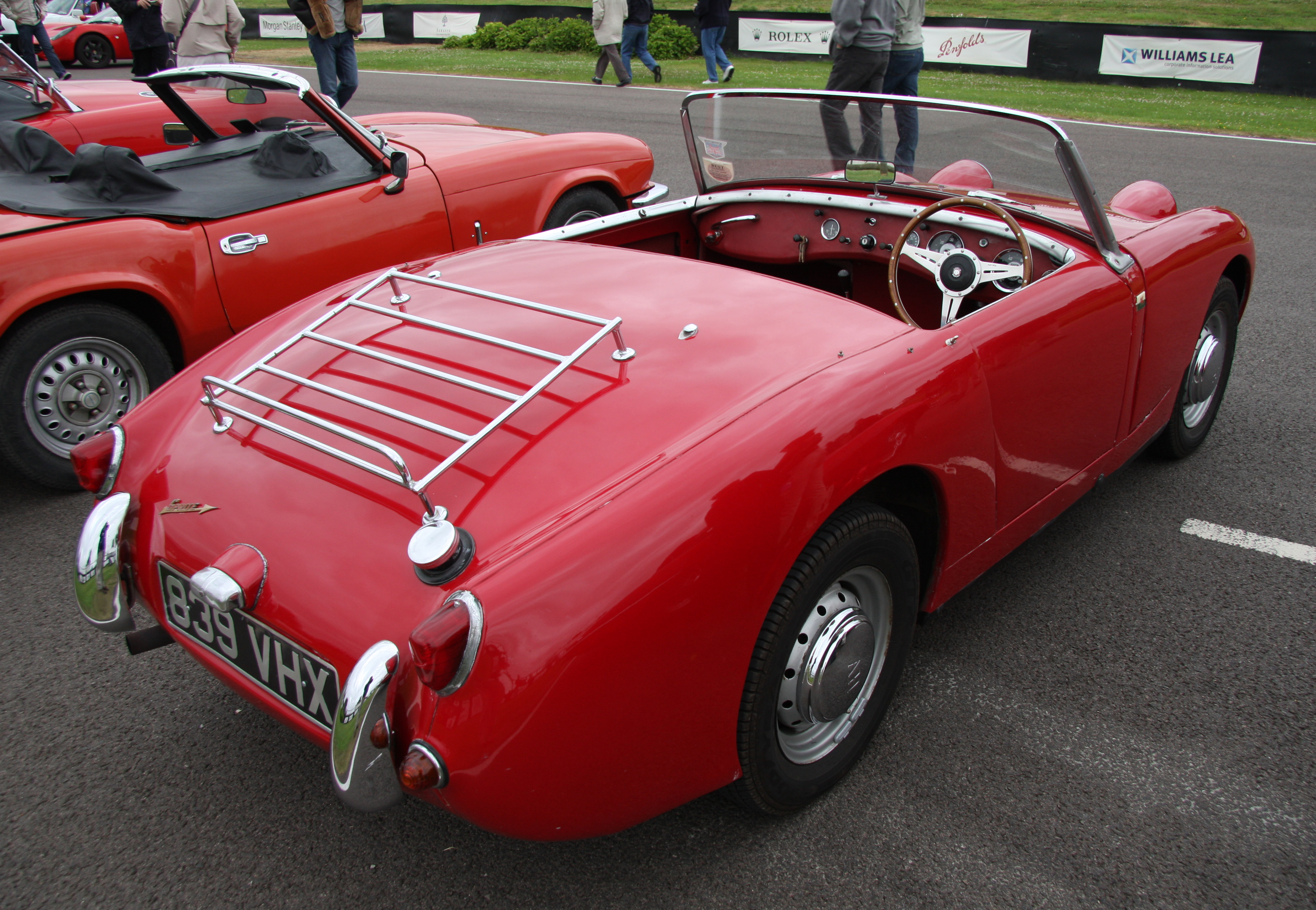
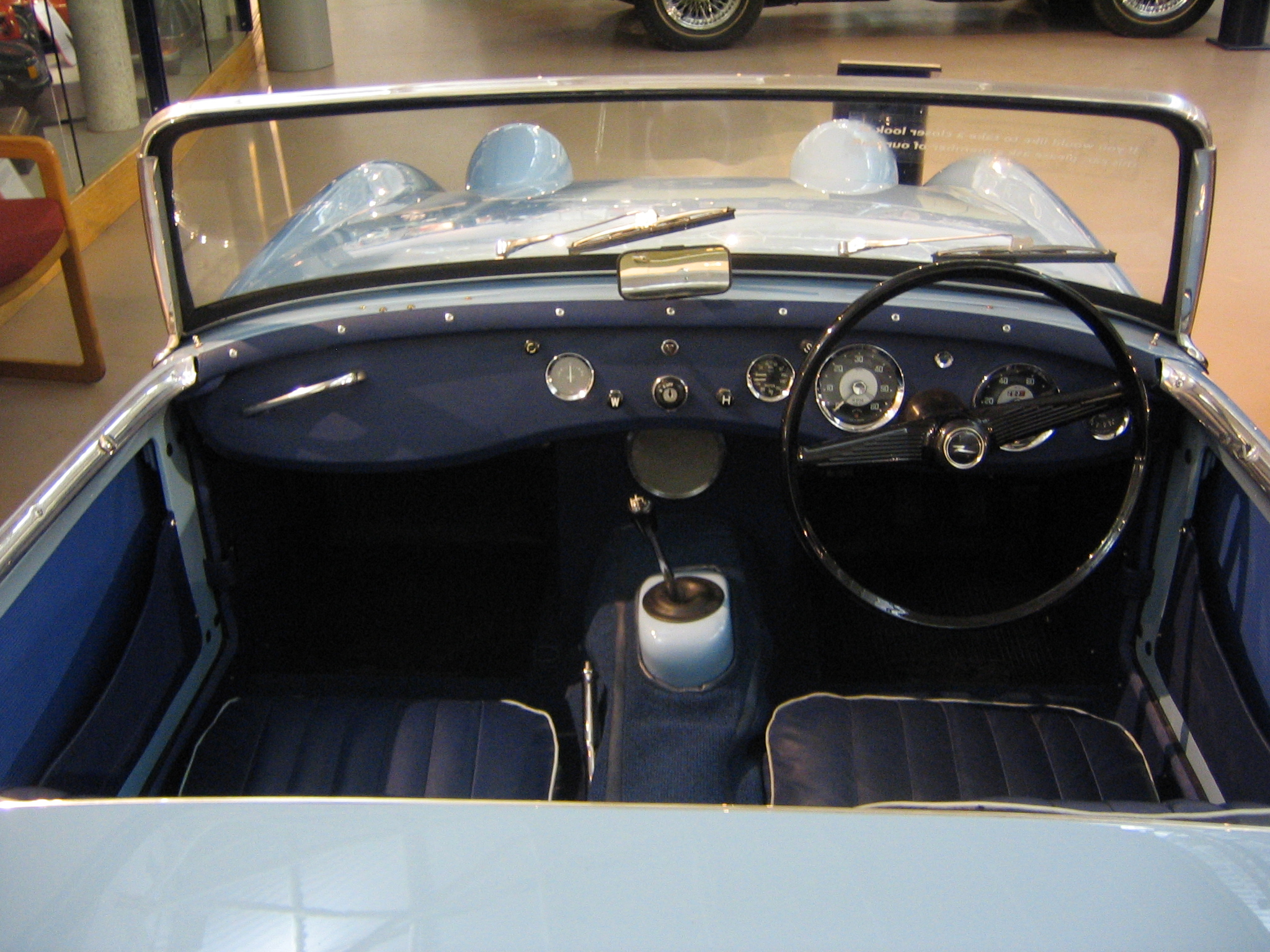
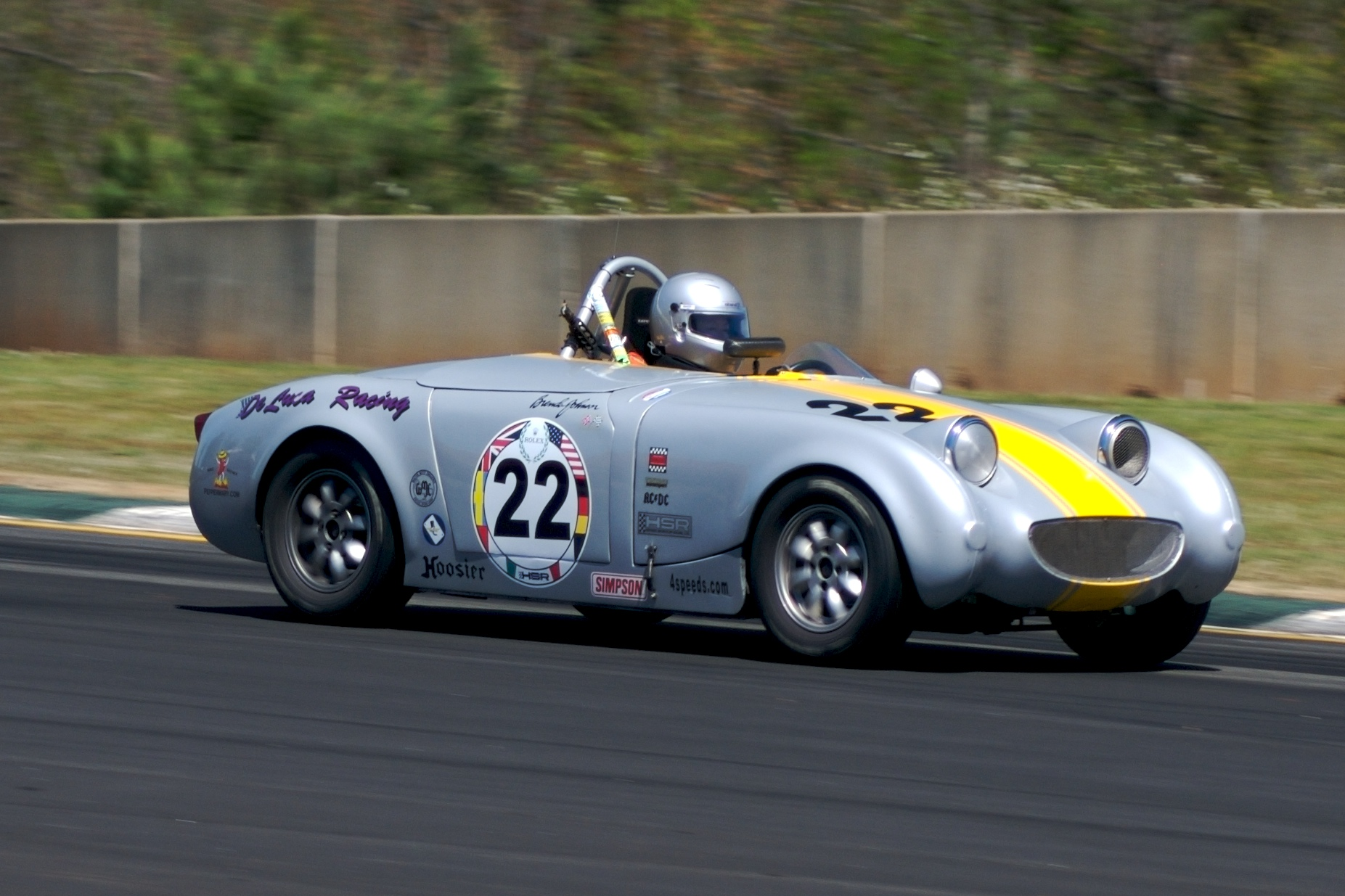
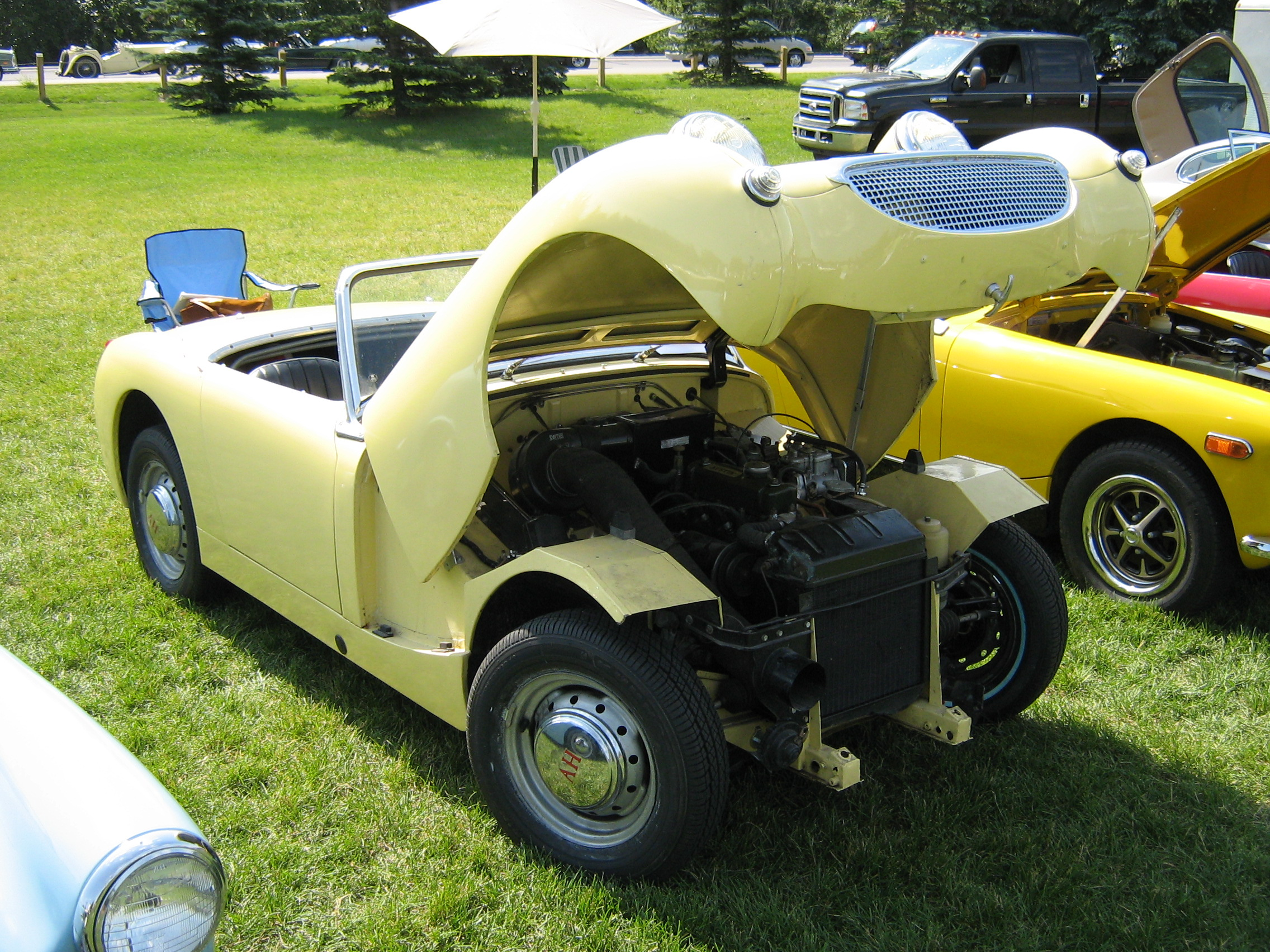

## Mark II
El Mark II anunciado a finales de mayo de 1961 usaba el mismo motor de 948 cc (código de motor 9CG), pero con carburadores SU gemelos 11⁄4 pulgadas de mayor diámetro, aumentando la potencia a 46,5 bhp. Se instaló una caja de cambios de relación cerrada. La carrocería fue completamente renovada, con los faros colocados en una posición más habitual, a ambos lados de una parrilla de ancho completo y con un capó convencional. En la parte trasera, el estilo tomado del MGB (que se presentaría al poco tiempo), le dio un aspecto igualmente más moderno, con las ventajas adicionales de un maletero con tapa y una barra del parachoques trasero convencional. La adición de la tapa del maletero requirió la introducción de pasos de rueda traseros cuadrados para retener suficiente metal en la estructura trasera y obtener una rigidez suficiente. El resultado fue un automóvil deportivo de aspecto mucho menos atípico, aunque a expensas de unas 100 libras (45,4 kg) de peso extra. En contraste con el 'frogeye', los entusiastas a menudo se refieren colectivamente a los coches posteriores como "Sprite de carrocería cuadrada".
Una versión MG se introdujo en mayo de 1961 como 'el nuevo Midget', reviviendo un nombre que había supuesto un gran éxito para la MG Car Company en la década de 1930 y nuevamente como Midget Tipo T en el período de 1945 a 1955. El Midget iba a ser más popular entre el público que el Sprite y en 1972 lo había sustituido por completo dentro de la gama de BMC. En octubre de 1962, tanto los Sprite como los Midget recibieron un motor de 1098 cc de carrera larga (código de motor 10CG), que también se instaló con un carburador único en el Austin A40 y en el Morris Minor 1000 (que, sin embargo, siguió conservando el nombre). Se introdujo una caja de cambios reforzada con sincronizador Porsche (anillo de seguridad) para hacer frente a la potencia adicional: 56 bhp. Los frenos de disco delanteros también se introdujeron al mismo tiempo y las ruedas de radios de alambre se convirtieron en una opción. Se fabricaron 31.665 Sprite Mark II en total.
La empresa italiana Innocenti también fabricó su propia versión del Sprite, utilizando el bastidor de producción estándar (inicialmente enviado desde Inglaterra), pero con el estilo italiano del estadounidense Tom Tjaarda, que después trabajaría en Carrozzeria Ghia. El espíder Innocenti 950 y el 1100 posterior se produjeron desde 1961 hasta 1968.
Un automóvil con techo rígido probado por la revista británica "The Motor" en 1961 tenía una velocidad máxima de 85,8 mph (138,1 km/h) y podía acelerar de 0 a 60 mph (96,6 km/h) en 20 segundos. Se registró un consumo de combustible de 43,5 millas por galón imp (6,5 L/100 km; 36,2 mpgAm). El coche de prueba, que iba a destacar por sus prestaciones, costaba 705 libras esterlinas, incluidas 208 libras de impuestos.
Motores:
- 1961-1964: 948 cc A-Series I4, 46 hp (34 kW) a 5500 rpm y 53 lbf·pie (72 Nm) a 3000 rpm
- 1962-1964: 1098 cc A-Series I4, 56 hp (42 kW) a 5500 rpm y 62 lbf·pie (84 Nm) a 3250 rpm

## Mark III

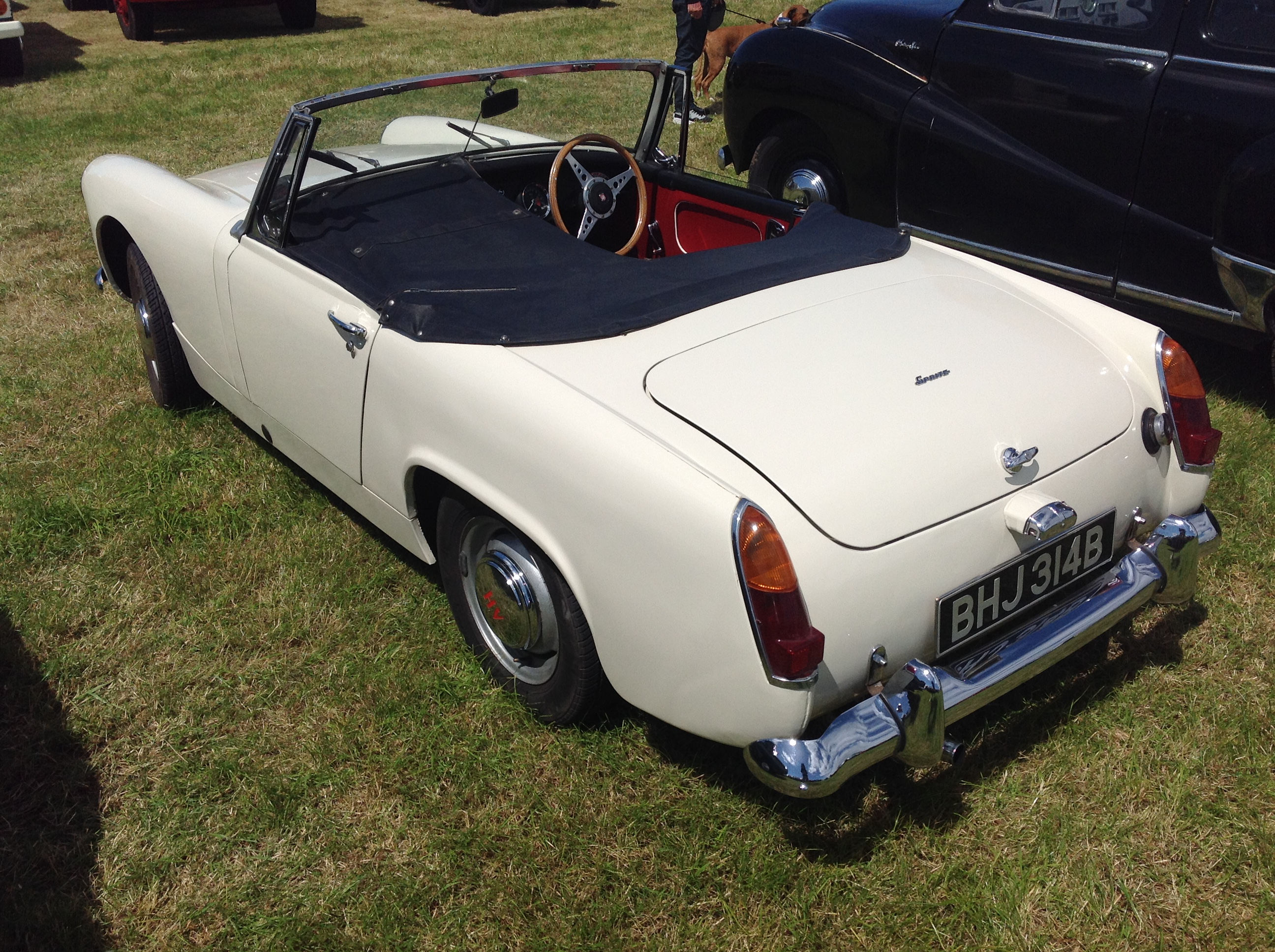
Parte posterior

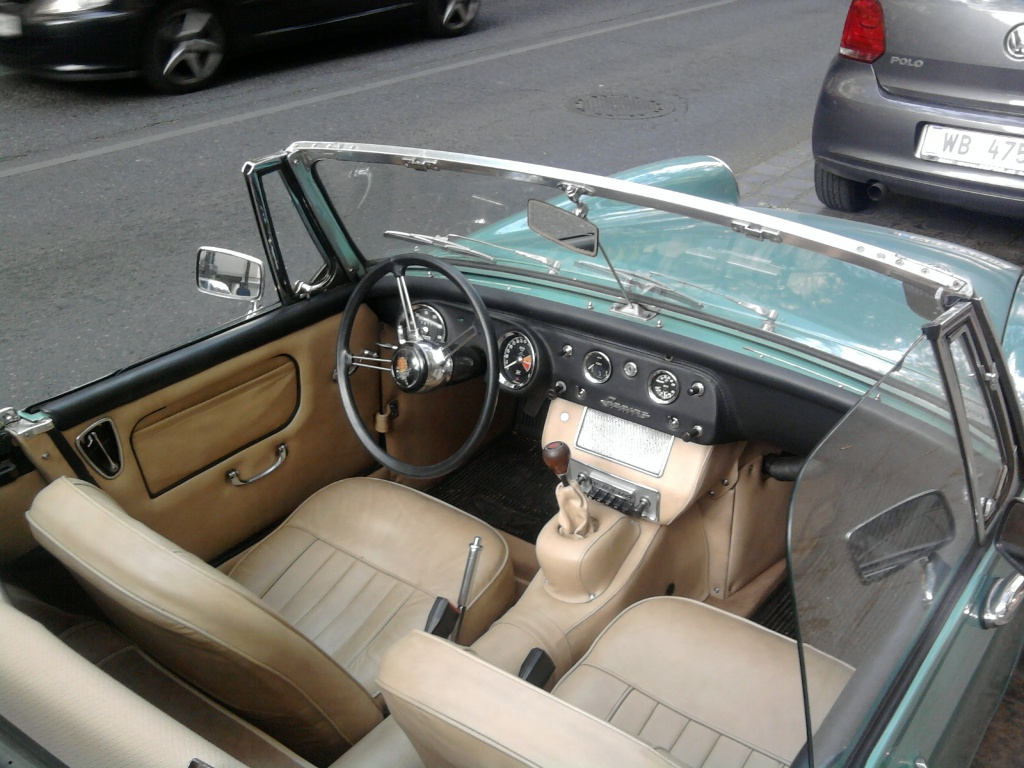
Interior del Mk III

El Sprite Mark III también se comercializó como Mark II MG Midget. Las diferencias entre los dos se restringieron nuevamente a detalles menores. Aunque todavía de 1098 cc, el motor tenía un bloque de fundición más fuerte y el tamaño de los cojinetes principales del cigüeñal se aumentó a dos pulgadas (código de motor 10CC).
Se introdujo un nuevo parabrisas de vidrio (ligeramente) curvo con nuevas luces traseras y ventanas laterales abatibles con bisagras. Las manijas de las puertas exteriores se incluyeron por primera vez, con cerraduras de puerta separadas. Aunque ahora se pudo reforzar el automóvil, la protección adicional con un techo blando era limitada. La suspensión trasera se modificó de resortes de ballesta de cuarto de elipse a semielíptica, lo que proporcionó una conducción más cómoda con una penalización de peso casi insignificante, además de permitir un nuevo diseño del eje, eliminándose los brazos superiores instalados en los modelos anteriores. A pesar de no ser muy sofisticados, estos cambios ayudaron a los Sprite y Midget a competir contra el Triumph Spitfire, que ya había sido lanzado por entonces. Se fabricaron 25.905 Sprite Mark III.
Motor:
- 1964-66: 1098 cc A-Series I4, 59 hp (44 kW) a 5750 rpm y 65 lbf·pie (88 Nm) a 3500 rpm.

## Mark IV y Austin Sprite

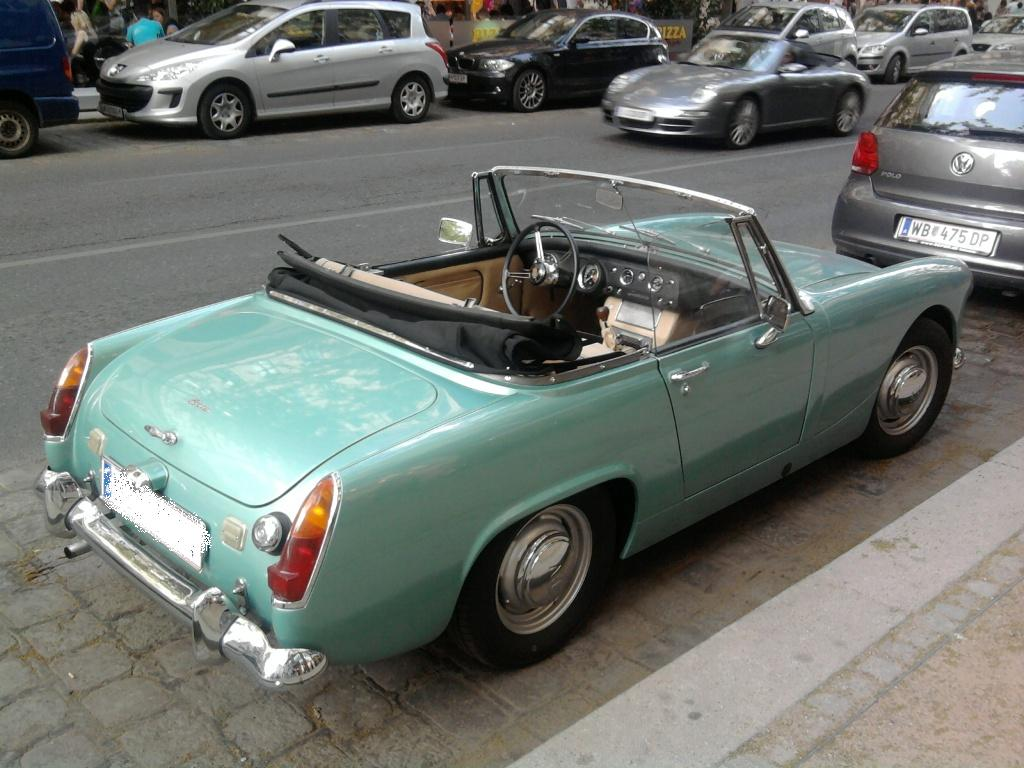
Austin-Healey Sprite Mark IV

La siguiente actualización se presentó en el Salón del Automóvil de Londres en octubre de 1966. Además de recibir el motor más grande de 1275 cc (que decepcionó a los entusiastas por presentar un menor rendimiento que la versión que equipaba al Mini-Cooper 'S'), el Mark IV y la versión anterior del MG Midget incorporaron varios cambios que fueron algo más que cosméticos. Lo más notable fue el cambio de una capota extraíble que tenía que guardarse en el maletero, a una capota plegable fijada de forma permanente de diseño muy mejorado, que era mucho más fácil de usar. Se instalaron cilindros maestros de freno y embrague separados, a medida que los fabricantes de automóviles comenzaron a pensar en que sus productos fuesen cada vez más seguros.
En las versiones del mercado estadounidense, el motor más grande sacrificó parte de su rendimiento a partir de 1968, mediante el uso de dispositivos reductores de humo y otras modificaciones para cumplir con los requisitos federales de control de emisiones. 1969 fue el último año en que el Sprite se exportó a los EE. UU. Al mismo tiempo, las luces de marcha atrás se convirtieron en un accesorio estándar y el sistema eléctrico de los automóviles se cambió a tierra negativa y se alimentó con un alternador en lugar de con una dinamo. Este fue también el primer año en que se instalaron asientos reclinables.

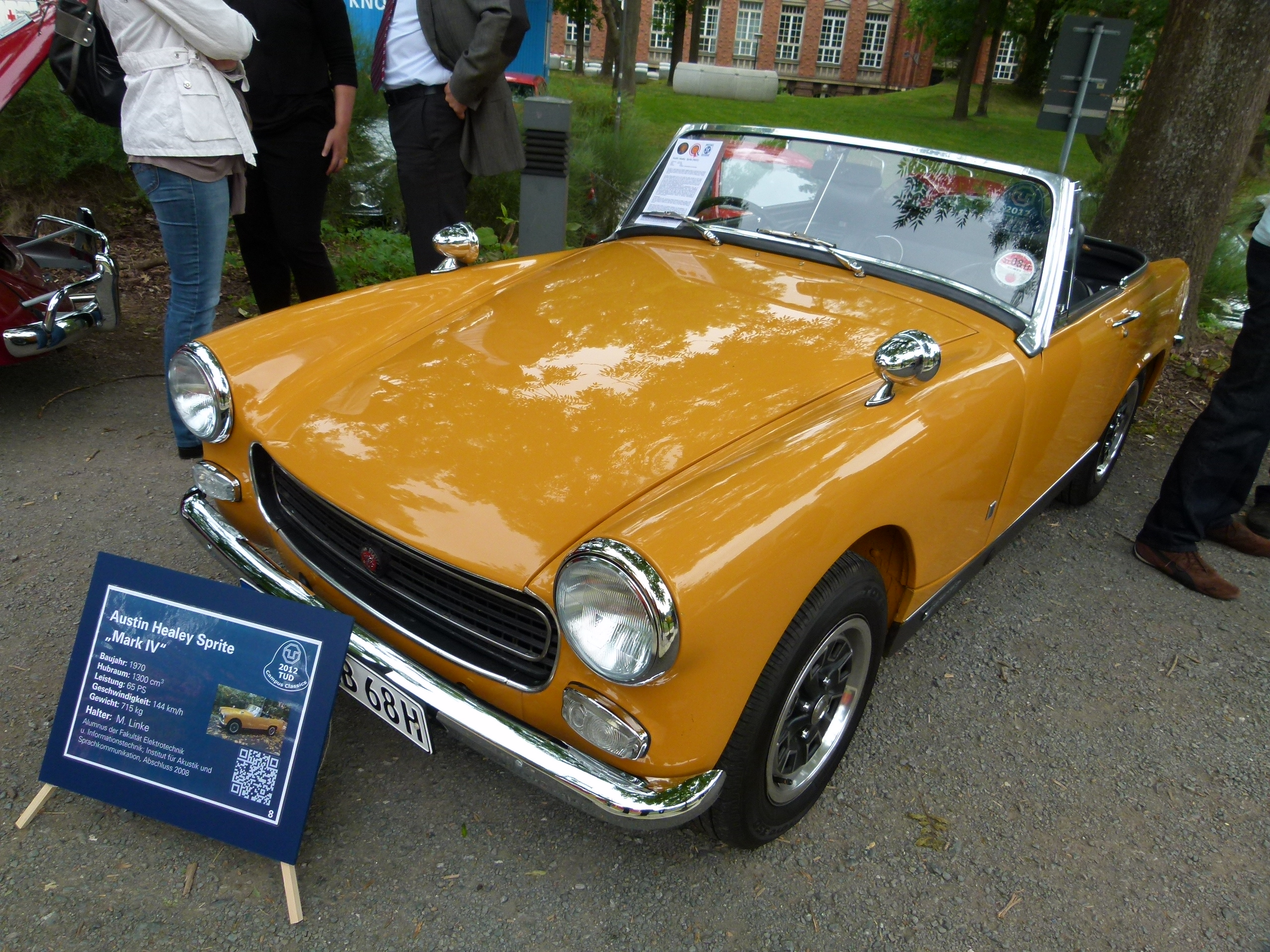
1970 Austin-Healey Sprite Mark IV con la parrilla revisada

La versión de 1970 experimentó una renovación estética (a partir de septiembre de 1969) después de que Austin-Healey (y MG) se convirtieran en parte de British Leyland. Esta revisión, en gran parte "cosmética", sirvió para actualizar la apariencia del automóvil (ahora con 10 años de recorrido en el mercado) y minimizar la diferencia entre las versiones Sprite y Midget para reducir los costos de producción. Ambos coches pasaron a tener prácticamente las mismas características, diferenciándose tan solo en sus emblemas. Junto con una nueva gama de colores de carrocería, los dos tenían la misma parrilla, basada en el diseño de malla cuadrada más sencillo del Sprite MkII, pero con un acabado en negro satinado y la adición de un embellecedor cromado. Los umbrales de la carrocería se pintaron en negro satinado con una tira cromada entre ellos y la carrocería superior y el nombre "SPRITE" se aplicó en letras mayúsculas cromadas en el umbral justo detrás del paso de rueda delantero (los MG Midget tenían su propio emblema en el mismo estilo). Se instalaron parachoques Slimmer, y los de la parte trasera tenían un espacio intermedio ocupado por una matrícula cuadrada. Los topes recubiertos de goma eran accesorios estándar en la parte delantera y trasera. Los asientos tenían un diseño más delgado y plano, con un patrón de tapizado más moderno. Algunos colores de carrocería se podían pedir con la opción de elegir el tapizado de los asientos, molduras de puertas y alfombras del suelo en beige en lugar del negro estándar. Los Sprite del año 1970 fueron equipados con nuevas llantas ventiladas de fundición, aunque todavía estaban hechas de acero. Sin embargo, se mantuvo la opción de ruedas con radios de alambre.
Cuando se lanzaron, los Sprite de 1970 tenían sus marcos de parabrisas y brazos del limpiaparabrisas pintados en negro mate 'antideslumbrante', como era popular en los modernos muscle cars estadounidenses y en los coches de rally de la época, pero estas características eran caras de producir e impopulares entre los compradores, por lo que solo se produjeron unos cien coches de este tipo antes de que volvieran a tener la apariencia original de metal pulido. Se fabricaron 22.790 Sprite Mark IV.
Motor:
- 1966-1971: 1275 cc A-Series I4, 65 hp (48 kW) a 6000 rpm y 72 lbf · ft (98 Nm) a 3000 rpm

La participación de Healey se interrumpió en 1971, por lo que los últimos 1022 Sprite construidos se denominaron simplemente Austin Sprite. Esta fue una medida de reducción de costos introducida por Donald Stokes, que permitió a British Leyland dejar de pagar derechos a la Donald Healey Motor Company. No hubo un sucesor directo, ya que la amplia gama de BL ya contenía el MG Midget, que era idéntico al Sprite excepto por los emblemas, así como el Triumph Spitfire de dimensiones y precio similares.

## Competición
El Sprite (y su hermano el MG Midget) han sido autos de carrera exitosos a nivel de club desde su lanzamiento, y continúan compitiendo en varios eventos hasta el día de hoy. En la década de 1960 lograron resultados sorprendentemente buenos en pruebas internacionales, incluido un puesto 12 en Le Mans en 1965. Los coches de fábrica comenzaron con el uso de un Sprite con carrocería de fibra de vidrio disponible comercialmente (Falcon), antes de utilizar una carrocería a base de paneles de aleación ligera de apariencia estándar.
A mediados de los años 60 se hizo uso del túnel de viento en Longbridge. Barry Bilbie (el diseñador del chasis) utilizó los resultados para producir una carrocería aerodinámica, construida con aleación Birmabright en los talleres de Healey en Warwick por Bill Buckingham y Terry Westwood. Estos coches fueron propulsados por los motores preparados Courthouse Green de BMC, y finalmente llegaron a producir 110 bhp de manera fiable, lo que permitió una velocidad máxima de alrededor de 150 millas por hora (241,4 km/h) en el Mulsanne Straight. También se fabricaron cajas de cambios únicas en Courthouse Green, a partir de la transmisión del MGB modificada mediante una quinta marcha montada externamente y sobremarcha en algunos casos. Los coches de fábrica de BMC obtuvieron victorias en su clase en Sebring con pilotos como Stirling Moss, Bruce McLaren y el actor Steve McQueen, además de competir en carreras como la Targa Florio y en Mugello.

## Producción australiana
Los Sprite fueron importados a Australia en forma de kit completamente desmontado (CKD) y ensamblados por la Pressed Metal Corporation en Enfield, en Nueva Gales del Sur. Los modelos ensamblados en Australia incluyeron el Mk 1, 2, 2A, 3 y 3A.

## Innocenti Spider y C Cupé

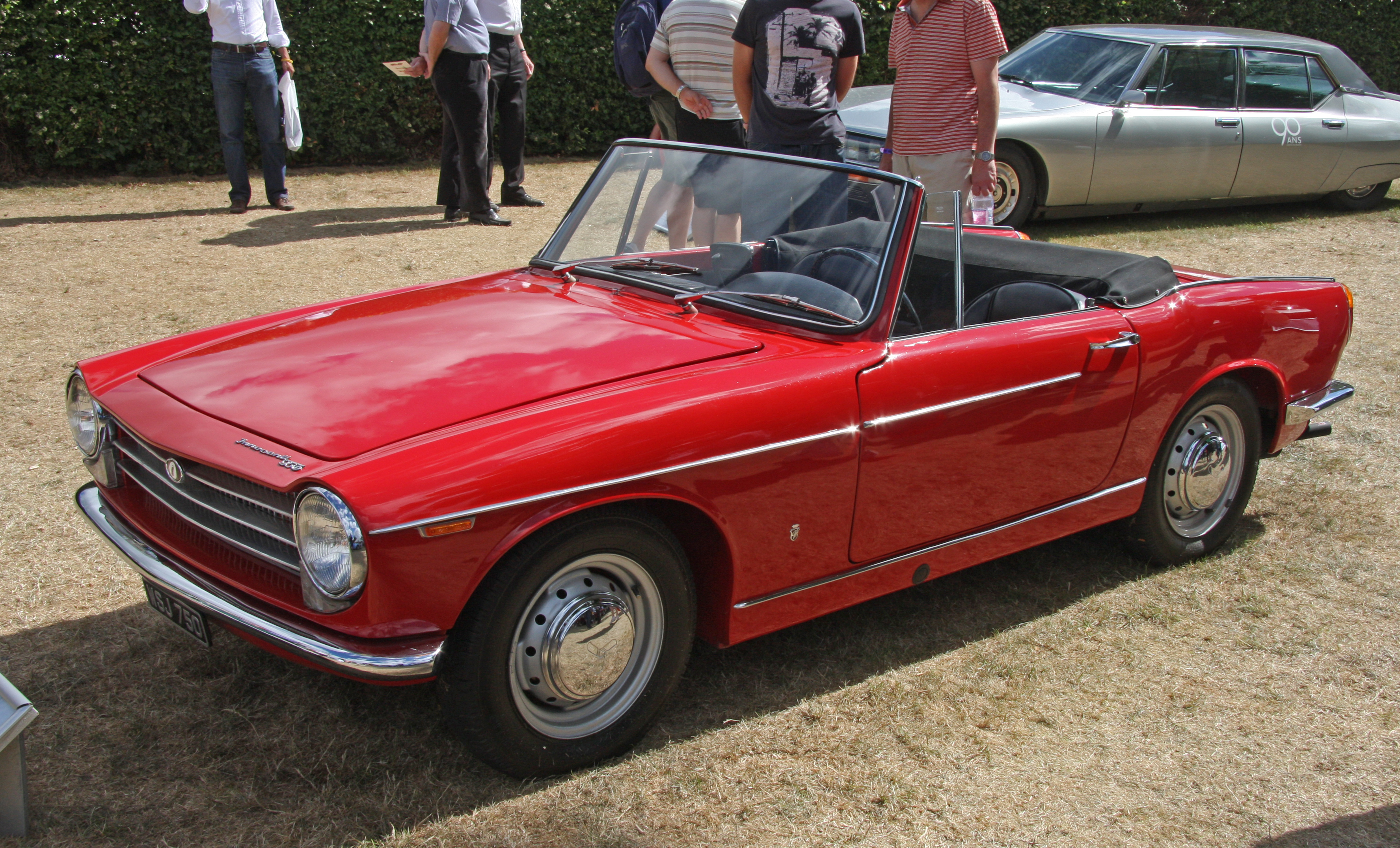
1962 Innocenti 950 Spider

En el Salón del Automóvil de Turín de 1960, el socio italiano de BMC, Innocenti, mostró un pequeño Spider construido sobre la base del Sprite. El coche era el primer diseño de Tom Tjaarda, elaborado para Ghia. La empresa asociada de Ghia, OSI, construyó las carrocerías cuando el automóvil entró en producción a principios de 1961. El Innocenti 950 Spider original, del que se fabricaron 624 unidades, tenía el motor de 948 cc del Frogeye, con 43 HP (32,1 kW) de potencia. Más adelante, en 1961, se instaló un motor de 46,5 HP (35 kW) mejorado. En febrero de 1963 se presentó el modelo 1098 cc "S", que también tenía frenos de disco delanteros para hacer frente a la potencia adicional. El 1100 rendía 58 HP (43,3 kW) y también podía equiparse con un techo rígido extraíble. El Spider no fue un simple cambio estético, ya que se debió mover todo el mamparo hacia adelante para disponer de unas puertas más largas y dotarlo de un aspecto más moderno. A diferencia del espartano Frogeye, el Spider también tenía ventanas con manivela y un parabrisas fijo. Se construyeron 4790 espíder con motor de 950 cc y otras 2074 unidades con el motor de 1100 cc.

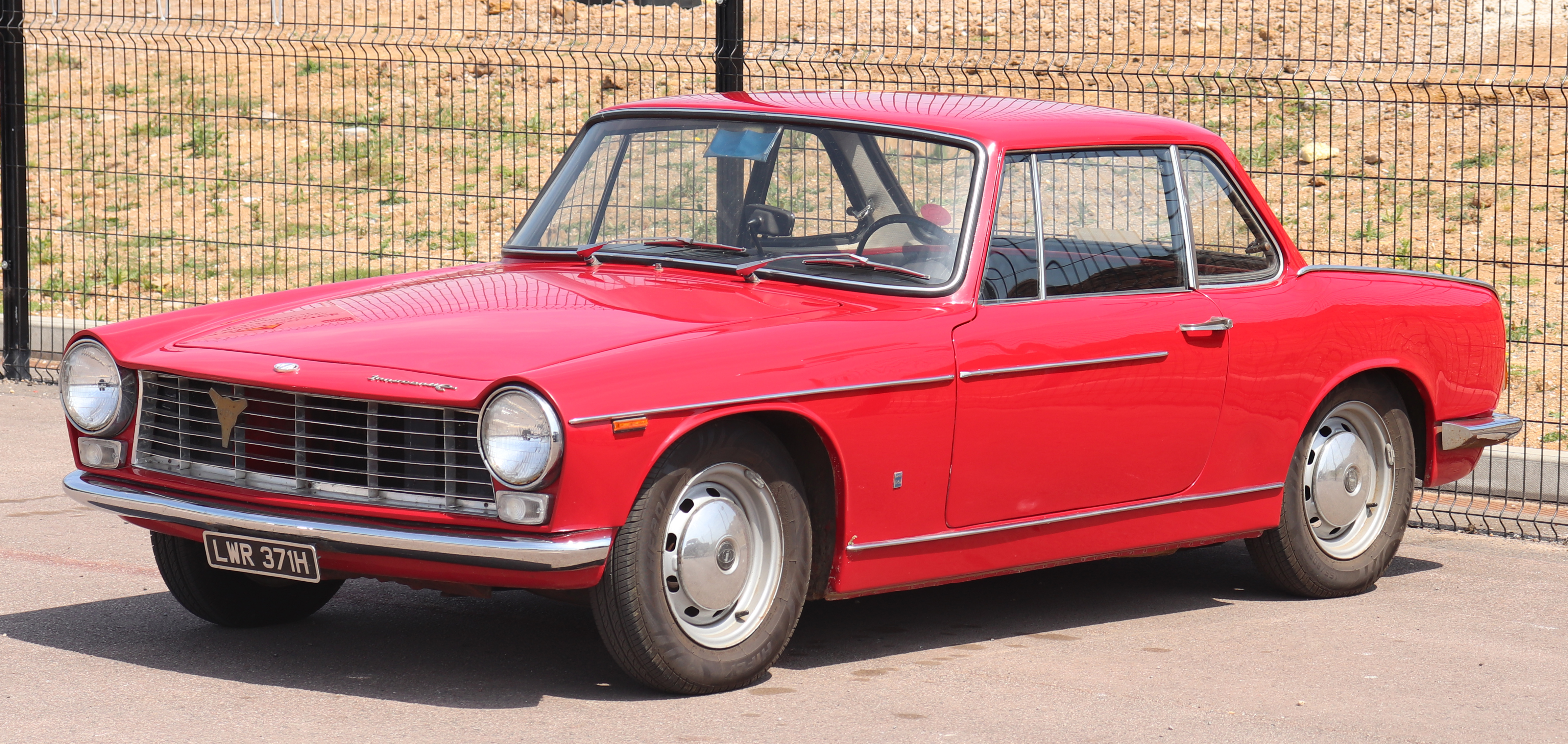
Innocenti C cupé

El Innocenti Spider se vendió bien originalmente en Italia, con una producción de 13 autos por día en 1962, pero tuvo dificultades para competir con el Sprite (más barato) en los mercados de exportación. Con la llegada de competidores más modernos y la renovación del Sprite de fabricación británica, las ventas cayeron vertiginosamente, con solo 63 coches fabricados en 1965. Por lo tanto, la empresa italiana presentó el Innocenti Cupé reelaborado en septiembre de 1966, todavía con el mismo motor 1100. El emblema del coche simplemente dice "Innocenti C". La carrocería completamente nueva del Cupé era más ancha y más larga que la del Spider, y la distancia entre ejes se extendió 150 mm hasta los 2180 mm (85,8 plg). El suelo se modificó para permitir que los asientos se situasen más bajos que en un Sprite, lo que hacía que la cabina pareciera menos angosta. Tenía un precio competitivo en el mercado italiano, encajando muy bien entre el Fiat 850 Cupé más pequeño y el Fiat 124 Sport Spider más grande. Solo se habían fabricado 794 unidades cuando terminó su producción en 1968.

## Lenham GT Cupé

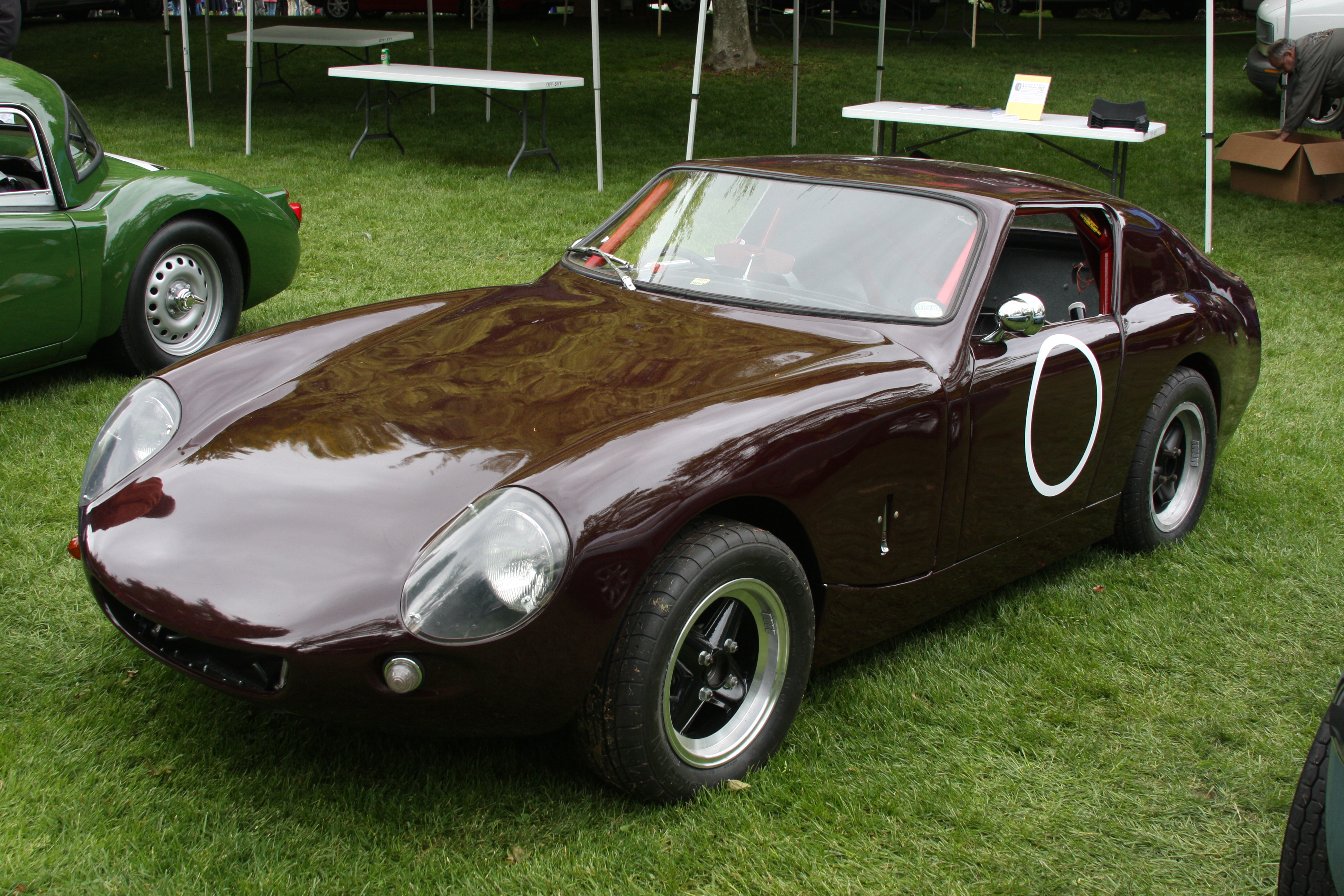
Lenham GT Cupé de 1961, basado en el Austin-Healey Sprite

La Lenham Motor Company de Kent, fundada en 1960, fue, y sigue siendo, una de las muchas empresas automotrices de "industria artesanal" que ofrecían conversiones especializadas basadas en plataformas de marcas comerciales. Conocida por sus conversiones del Spridget cupé y por el Lenham Healey a partir de un gran Healey (una réplica del Healey Silverstone), la firma también produjo versiones de techo rígido de los Jaguar E-Type, Triumph, Jensen-Healey, Lotus Elan y del MGB.

## Tifosi Rana Frogeye Réplica
La réplica denominada Tifosi Rana Frogeye Sprite conserva una cantidad significativa del carácter y el atractivo de la versión original, al utilizar el MG Midget como base. Dado que procede directamente del Austin Healey 'Frogeye' original, la réplica de Tifosi quizás merezca el sobrenombre de "Spridget" incluso más que los originales. Son suministrados y/o construidos por Halls Garage, una empresa situada cerca de Bourne en Lincolnshire, hogar de los ahora desaparecidos coches de carreras BRM de Fórmula 1.
La réplica de Tifosi Rana tiene una carrocería de fibra de vidrio con mejoras, como manijas externas de las puertas y ventanas de manivela de serie. Un "paquete personalizado" permite al comprador especificar varias opciones de motor, suspensión, transmisión, pintura y molduras.

### The Frogeye Car Company
La compañía Frogeye Car  ubicada en la isla de Wight fue fundada por Keith Brading en la década de 1980. Los primeros ejemplos de estos coches fueron los kits de restauración que utilizaban un chasis de bastidor de escalera para sustituir la carrocería original, a menudo oxidada. Geoffrey Healey conocía a Brading a través de un amigo común y porque, en un momento, era dueño de los dos prototipos de cupés 3000.
Geoffrey Healey señala que el rediseño de Brading del "Frogeye" iba a recibir en breve la aprobación de Donald Healey, calificando el concepto de "brillante" y, después de algunas modificaciones, "solo el vehículo podrá llevar la aprobación de Healey".
El último automóvil deportivo que tuvo la aprobación de su padre se benefició de la participación directa de Geoffrey Healey hasta su muerte inesperada en 1994 y el automóvil que usó todavía es propiedad de Keith Brading. Otra "superestrella de la ingeniería" que también contribuyó al desarrollo del Healey Frogeye fue John Ackroyd, quien diseñó el Thrust2 que ostentó el récord mundial de velocidad en tierra desde el 4 de octubre de 1983 al 25 de septiembre de 1997.
La empresa era una actividad secundaria del negocio principal de Keith Brading, y no se han fabricado automóviles desde 1998.

## Celebración del 50 aniversario en el Reino Unido
El 24 de mayo de 2008 se celebró el aniversario de oro oficial en el Reino Unido de la presentación del Austin Healey Sprite, "Spridget 50 – The Big Party" en el Heritage Motor Centre británico en Gaydon, Warwickshire. Asistieron hasta un número récord de 1000 Sprite, Midget y derivados. El evento fue organizado y promovido conjuntamente por el Midget and Sprite Club del Reino Unido, el Healey Drivers Club, el MG Owners Club, el Austin Healey Club y el MG Car Club, siendo la primera vez que una celebración de este tamaño ha sido apoyada por todos los clubes que representan a la marca.

## Lecturas relacionadas
- "More Healeys", (segunda edición) Geoffrey Healey 1990 - Publicado por Haynes ISBN 0-85429-826-6